# Gdzieś pomiędzy
Gdzieś pomiędzy (ang. Somewhere Between) – amerykański serial telewizyjny z gatunku thriller wyprodukowany przez ITV Studios America oraz Thunderbird Entertainment. Jest to adaptacja koreańskiego serialu Boży dar – 14 dni, którego scenariusz napisała Choi Ran.
Serial miał swoją premierę 24 lipca 2017 roku na ABC.
3 listopada 2017 roku, stacja ABC anulowała serial po jednym sezonie.
W Polsce serial został udostępniony od 28 września 2018 roku przez Netflix.

## Fabuła
Serial opowiada o Laurze, która wie kiedy i gdzie zostanie zamordowana Serena, jej córka. Kobieta chce uchronić swoje dziecko, ale nie wie kto będzie mordercą.

## Obsada

### Główna
- Aria Birch jako Serena Price
- Catherine Barroll jako Grace Jackson
- Devon Sawa jako Nico Jackson[4]
- J.R. Bourne jako Tom Price[5]
- Samantha Ferris jako Sarneau
- Noel Johansen jako Danny Jackson
- Paula Patton jako Laura Price[6]

### Role drugoplanowe
- Carmel Amit jako Jenny
- Daniel Bacon jako inspektor Glenn 'Cupcake' Kupner
- Rebecca Staab jako Colleen Dekizer
- Greyston Holt jako Kyle
- Matt Visser jako Logan

## Odcinki
| #  | Tytuł                     | Reżyseria      | Scenariusz                              | Premiera ABC     | Premiera Netflix Polska |
| -- | ------------------------- | -------------- | --------------------------------------- | ---------------- | ----------------------- |
| 1  | For One to Live           | Duane Clark    | Stephen Tolkin                          | 24 lipca 2017    | 28 września 2018        |
| 2  | 2.0                       | Duane Clark    | Stephen Tolkin                          | 25 lipca 2017    | 28 września 2018        |
| 3  | The Hunter and the Hunted | David Frazee   | Stephen Tolkin                          | 1 sierpnia 2017  | 28 września 2018        |
| 4  | Fate Takes a Holiday      | David Frazee   | Shelley Eriksen                         | 8 sierpnia 2017  | 28 września 2018        |
| 5  | Into the Fire             | Mathias Herndl | Wil Zmak                                | 15 sierpnia 2017 | 28 września 2018        |
| 6  | Madness                   | Mathias Herndl | Stephen Cochrane                        | 22 sierpnia 2017 | 28 września 2018        |
| 7  | The Fourth Man            | Michael Nankin | Jennica Harper                          | 29 sierpnia 2017 | 28 września 2018        |
| 8  | Destiny's Child           | Michael Nankin | Shelley Eriksen                         | 5 września 2017  | 28 września 2018        |
| 9  | Ghost                     | David Frazee   | Wil Zmak, Geoff Nauffts, Stephen Tolkin | 12 września 2017 | 28 września 2018        |
| 10 | One Must Die              | David Frazee   | Stephen Tolkin                          | 19 września 2017 | 28 września 2018        |

## Produkcja
17 grudnia 2017 roku stacja ABC zamówiła od razu cały sezon.
W styczniu 2017 roku poinformowano, że Paula Patton zagra rolę Laury Price. W kolejnym miesięcu do obsady dołączyli: Devon Sawa jako Nico Jackson i J.R. Bourne jako Tom Price.